# Sergio Vázquez
Sergio Vázquez (Buenos Aires, 1965. november 23. –) argentin válogatott labdarúgó.
Az argentin válogatott tagjaként részt vett az 1994-es világbajnokságon.

## Statisztika
| Argentin válogatott | Argentin válogatott | Argentin válogatott |
| Időszak             | Mérk.               | gól                 |
| ------------------- | ------------------- | ------------------- |
| 1991                | 11                  | 0                   |
| 1992                | 7                   | 0                   |
| 1993                | 7                   | 0                   |
| 1994                | 5                   | 0                   |
| Összesen            | 30                  | 0                   |